# Município de Jefferson (condado de Mercer, Ohio)
O município de Jefferson (em inglês: Jefferson Township) é um município localizado no condado de Mercer no estado estadounidense de Ohio. No ano de 2010 tinha uma população de 13.155 habitantes e uma densidade populacional de 122,64 pessoas por km².

## Geografia
O município de Jefferson encontra-se localizado nas coordenadas 40° 32′ 40″ N, 84° 34′ 08″ O. Segundo o Departamento do Censo dos Estados Unidos, o município tem uma superfície total de 107.26 km², da qual 87.21 km² correspondem a terra firme e (18.69%) 20.05 km² é água.

## Demografia
Segundo o censo de 2010, tinha 13.155 habitantes residindo no município de Jefferson. A densidade populacional era de 122,64 hab./km². Dos 13.155 habitantes, o município de Jefferson estava composto pelo 95.34% brancos, o 0.45% eram afroamericanos, o 0.45% eram amerindios, o 1% eram asiáticos, o 0.33% eram insulares do Pacífico, o 0.93% eram de outras raças e o 1.51% pertenciam a dois ou mais raças. Do total da população o 2.61% eram hispanos ou latinos de qualquer raça.